# Lalela Mswane
Lalela Mswane (Cuazulo-Natal, 27 de março de 1997) é uma modelo e rainha da beleza sul-africana, vencedora do concurso Miss Supranacional 2022.

Mswane foi anteriormente vencedora do Miss África do Sul 2021 e do Miss Universo 2021 3.ª colocada.

## Vida e educação
Mswane nasceu em Richards Bay, na província de Cuazulo-Natal, na África do Sul. Seu pai, Muntu Mswane, era um ex-diplomata e ministro nascido em Eswatini que morreu em 2010, enquanto sua mãe Hleliselwe trabalhava como contadora e dona de casa. Ela é a caçula de três filhos, tendo um irmão e uma irmã mais velhos. Depois de concluir seu ensino médio no Pro Arte Alphen Park em 2015, Mswane se matriculou na Universidade de Pretória, graduando-se posteriormente como bacharel em direito.

## Concurso de beleza
Mswane começou sua carreira de pompa depois de participar do concurso Matric Experience 2015, onde terminou como 2.ª colocada.

### Miss África do Sul 2021
Em 6 de julho de 2021, Mswane foi anunciada como uma das 30 mulheres finalistas para o concurso Miss África do Sul 2021. Após mais uma série de entrevistas e votação pública, ela foi anunciada em 3 de agosto como uma das dez semifinalistas que avançaram para o final televisionado.
As finais do Miss África do Sul 2021 foram realizadas no dia 16 de outubro, na Grand West Arena, na Cidade do Cabo. Depois de participar das partes de traje de banho e vestido de noite da competição, Mswane avançou como membro dos cinco primeiros. Mais tarde, ela competiu na rodada de perguntas e respostas e foi selecionada como uma das três finalistas, antes de ser coroada como Miss África do Sul 2021. Como Miss África do Sul, Mswane recebeu uma série de prêmios e recompensas, incluindo R1 milhão, um residência de um ano em um apartamento totalmente mobiliado em Sandton, um aluguel de um ano de um Mercedes-Benz Classe C e a oportunidade de representar a África do Sul no Miss Universo 2021.

### Miss Universo 2021
Mswane recebeu críticas generalizadas na África do Sul por concordar em competir no Miss Universo 2021, que seria realizado em Israel, devido ao conflito israelense-palestino. Apesar das críticas, a conta oficial do Instagram da Miss África do Sul confirmou em um post com comentários desabilitados, que Mswane ainda estaria competindo. Em 14 de novembro de 2021, o governo da África do Sul retirou seu apoio a Mswane para competir no Miss Universo 2021. Em 27 de novembro, Mswane postou em sua conta do Instagram que decidiu participar do Miss Universo após semanas de ausência. Em 12 de dezembro de 2021, Mswane competiu no Miss Universo 2021 e ficou em 3.ª colocada.

### Miss Supranacional 2022
Em 15 de fevereiro de 2022, a Organização Miss África do Sul anunciou que Mswane também representará a África do Sul no Miss Supranacional 2022, que ela venceu em 15 de julho de 2022. Ao fazer isso, ela se tornou a primeira mulher negra a vencer e a segunda mulher africana a vencer o Miss Supranacional depois Chanique Rabe. Isso também marca uma vitória consecutiva para a África.